# 포인트포르틴

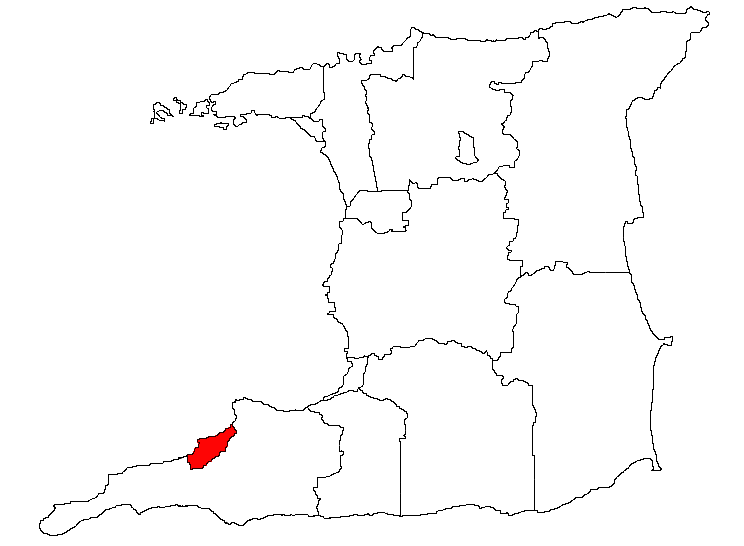
포인트포르틴의 위치

포인트포르틴(영어: Point Fortin)는 트리니다드 토바고의 도시로 면적은 23.88km2, 인구는 23,000명(2000년 기준), 인구 밀도는 800명/km2이다. 트리니다드 섬 남서부에 위치하며 샌퍼넌도에서 남서쪽으로 약 32km 정도 떨어진 곳에 위치한다. 1906년 이 곳에서 석유가 발견된 뒤부터 석유 생산의 중심지가 되었다.

## 인구
| 연도 | 인구   | ±%     |
| ---- | ------ | ------ |
| 1980 | 16,710 | —      |
| 1990 | 18,622 | +11.4% |
| 2000 | 17,755 | −4.7%  |
| 2011 | 20,161 | +13.6% |